# Sante Brinati
Sante Brinati (Serra San Quirico, 27 ottobre 1900 – 1975) è stato un politico e antifascista italiano.
Sindacalista, fuoriuscito in Francia durante il Regime fascista, fu tra i riorganizzatori del Partito Socialista Italiano in esilio. Fu sindaco di Foligno dal 1965 al 1970.

## Biografia
Dopo la prima guerra mondiale professò idee anarchiche e sindacaliste rivoluzionarie, nel 1921 divenne segretario della camera del lavoro di Tolmezzo aderente all'Unione Sindacale Italiana, ma fu costretto dalla violenza fascista a rifugiarsi a Milano e successivamente ad espatriare in Francia nel 1924. Qui esplicò una notevole attività antifascista nella LIDU, collaborò alla ricostituzione in esilio del Partito Socialista Italiano e successivamente fece parte di Giustizia e Libertà. Allo scoppio del nuovo conflitto venne internato nel campo di Vernet e successivamente rimpatriato.
Dopo la seconda guerra mondiale proseguì nell'attività politica nel PSI e sindacale a Foligno, fu segretario della locale camera del lavoro, consigliere comunale, assessore e dal 1965 al 1970 sindaco, alla guida di una coalizione di Centrosinistra composta da DC, PSI, PSDI e PRI.